# Carlos Cristancho Rojas
Carlos Cristancho Rojas (* 20. Jahrhundert) war ein venezolanischer Diplomat.

## Leben
Ab 2. Mai 1949 war Senor Don Carlos Cristancho Rojas als Generalkonsul von Venezuela in Liverpool für mehrere Counties  und für Schottland und Nordirland tätig.
Von 1952 bis 1954 war er Gesandter der Vereinigten Staaten von Venezuela in der Bundesrepublik Deutschland. Bei seiner Verabschiedung am 19. Januar 1954 überreichte ihm Bundespräsident Heuss das Großkreuz des Verdienstordens der Bundesrepublik Deutschland. Danach war er ab dem 30. Dezember 1955  als Generalkonsul von Venezuela in Port-Of-Spain, für die Inseln Trinidad, Tobago, Grenada, St. Vincent, Barbuda, Barbados, St. Lucia, Dominica, Antigua, St. Christopher-Nevis und Montserrat und die Jungferninseln akkreditiert.